# Aaron Keller (Eishockeyspieler)
Aaron Keller (jap. アーロン・キャラー, Āron Kyarā; * 1. März 1975 in Kamloops, British Columbia) ist ein ehemaliger japanisch-kanadischer Eishockeyspieler, der von 2002 bis 2014 bei den Ōji Eagles in der Asia League Ice Hockey unter Vertrag stand.

## Karriere
Keller begann seine Karriere als Eishockeyspieler bei den Kamloops Blazers aus seiner Geburtsstadt, die in der Western Hockey League, einer Nachwuchsliga, spielen. Mit den Blazers gewann er 1994 und 1995 den WHL-Titel. 1996 wechselte der Verteidiger in die East Coast Hockey League zu den Peoria Rivermen, die er aber bald verließ und noch in derselben Saison bei den Chicago Wolves in der International Hockey League und bei den Baltimore Bandits in der American Hockey League auf das Eis lief. Bei keinem der drei Teams konnte er sich richtig durchsetzen und so ging er bereits 1999 nach Japan in die Japan Ice Hockey League, wo er zunächst zwei Jahre bei Snow Brand Sapporo und anschließend ein Jahr bei Sapporo Polaris unter Vertrag stand. 2002 zog es ihn zum japanischen Rekordmeister Ōji Eagles nach Tomakomai. Mit den Eagles wurde er 2005 japanischer Meister. Seit 2003 die multinationale Asia League Ice Hockey mit Mannschaften aus China, Japan und Südkorea gegründet wurde, spielte Keller mit seiner Mannschaft in diesem Wettbewerb und konnte 2008 und 2012 den Titel erringen. 2014 beendete er mit 39 Jahren seine aktive Spielerkarriere.

### International
Nachdem Keller die japanische Staatsbürgerschaft angenommen hatte, spielte er erstmals im Februar 2005 bei der Olympiaqualifikation für die Spiele in Turin 2006 in der Japanischen Nationalmannschaft, seine Mannschaft verlor jedoch alle drei Spiele und wurde beim Turnier in Kloten so Gruppenletzter hinter Gastgeber Schweiz, Norwegen und Dänemark. Auch bei den Qualifikationsturnieren für die Spiele 2010 in Vancouver und 2014 in Sotschi war Keller dabei, verpasste aber mit den Japanern jeweils erneut die Teilnahme am Olympiaturnier.
An den Weltmeisterschaften der Division I nahm Keller 2005, 2006, 2008, 2009, 2010, 2012, 2013 und 2014. Bei den Wettkämpfen 2008, 2009 und 2013 wurde er jeweils als bester Abwehrspieler des Turniers und 2009 und 2013 auch als Mitglied des All-Star-Teams geehrt.
2011 nahm Keller erstmals an den Winter-Asienspielen teil und errang mit der japanischen Mannschaft hinter Kasachstan die Silbermedaille. Auch hier wurde er zum besten Abwehrspieler des Turniers gekürt.

## Erfolge und Auszeichnungen
- 2005 Japanischer Meister mit den Ōji Eagles
- 2008 Meister der Asia League Ice Hockey mit den Ōji Eagles
- 2008 Bester Verteidiger bei der Weltmeisterschaft der Division I, Gruppe B
- 2009 Bester Verteidiger und Mitglied des All-Star-Teams bei der Weltmeisterschaft der Division I, Gruppe A
- 2011 Silbermedaille bei den Winter-Asienspielen mit Japan
- 2011 Bester Verteidiger bei den Winter-Asienspielen
- 2012 Meister der Asia League Ice Hockey mit den Ōji Eagles
- 2013 Bester Verteidiger und Mitglied des All-Star-Teams bei der Weltmeisterschaft der Division I, Gruppe A